# Юсеф Латиф
Юсеф Абдул-Латиф, настоящее имя Уильям Эмануэль Хадлестон (9 октября 1920 — 23 декабря 2013) — американский музыкант, композитор. Играл на саксофоне, флейте, гобое и фаготе, а также на бамбуковой флейте, шанае, шофаре, сюне, аргуле и кото. Юсеф Латиф первым смешал джазовую музыку с «восточной». Он также является автором нескольких книг, среди которых две повести и автобиография.

## Биография
Латиф родился в городе Чаттануга (Теннесси, США). Его семья переехала в 1923 году в Лорейн (Огайо), а в 1925 году — в Детройт (Мичиган). В Детройте его отец изменил фамилию на «Эванс».
В ранние годы Латиф встречался со многими известными джазовыми исполнителями Детройта, среди которых вибрафонист Милт Джексон, басист Пол Чамберс, барабанщик Элвин Джонс и гитарист Кенни Баррелл. В возрасте 18 лет Латиф начал свою профессиональную карьеру и начал гастролировать по городам США. Первым инструментом, на котором играл Латиф был саксофон-альт, но через год, под влиянием игры Лестера Янга, он перешёл на тенор-саксофон.
В 1949 году его пригласил на гастроли со своим оркестром Диззи Гиллеспи. В 1950 году Латиф вернулся в Детройт и начал учёбу в университете Уайн Стейт (Wayne State University). Именно в этот период, что он обратился в ислам в качестве члена ахмадийской мусульманской общины. Он дважды совершил паломничество в Мекку.